# Battaglia di Soissons (718)
La battaglia di Soissons  del 718 fu l'ultima battaglia della guerra civile che oppose gli eredi del maggiordomo di tutti i regni Franchi, Pipino di Herstal al re dei Franchi, Chilperico II e il suo maggiordomo di Neustria, Ragenfrido.

## Storia
Dopo la battaglia di Vincy Chilperico e Ragenfrido si allearono con Oddone il Grande, da Chilperico riconosciuto re d'Aquitania, e unite le loro forze marciarono su Soissons. Carlo Martello, prevenendo le loro mosse li stava aspettando, nelle vicinanze di Soissons con le sue truppe migliori, riportando una netta vittoria. Il re Chilperico e Oddone attraversarono la Loira e fuggirono in Aquitania, mentre Ragenfrido si ritirò nel suo feudo di Angers. Carlo occupò Parigi e la Valle della Loira. Carlo era padrone della Neustria, la guerra era finita.
L'anno seguente (719) Oddone d'Aquitania si riconobbe vassallo di Carlo Martello e gli consegnò il re Chilperico II, che fu mantenuto sul trono di Neustria (e nel 720, alla morte del re d'Austrasia Clotario IV divenne re di tutti i Franchi), senza alcun potere sul governo del Paese. Oddone mantenne il potere in Aquitania col titolo di duca, Ragenfrido fu lasciato libero nel suo feudo (perse solo nel 720 il titolo di maggiordomo di Neustria, che in effetti non esercitava più dal 718.
Considerando inoltre che aveva permesso alla matrigna, Plectrude di finire i suoi giorni in convento, senza usarle alcuna costrizione e la protezione accordata al nipote Teodoaldo, che visse tranquillo finché Carlo fu in vita, Carlo Martello fu un vincitore molto generoso, non solo per il Medioevo, ma per qualsiasi periodo storico.